# 库木尔科克
库木尔科克（Kumurkek）是印度尼西亚西巴布亚省的一个城镇，是梅布拉特县的行政中心。2010年统计，库木尔科克所在的Aifat区（印尼语：Kecamatan Aifat）人口3,612。阿亚瓦西机场坐落于库木尔科克西北方向的小镇阿亚瓦西。

## 资料来源
1. ↑  Biro Pusat Statistik, Jakarta, 2011.